# Cucina bhutanese

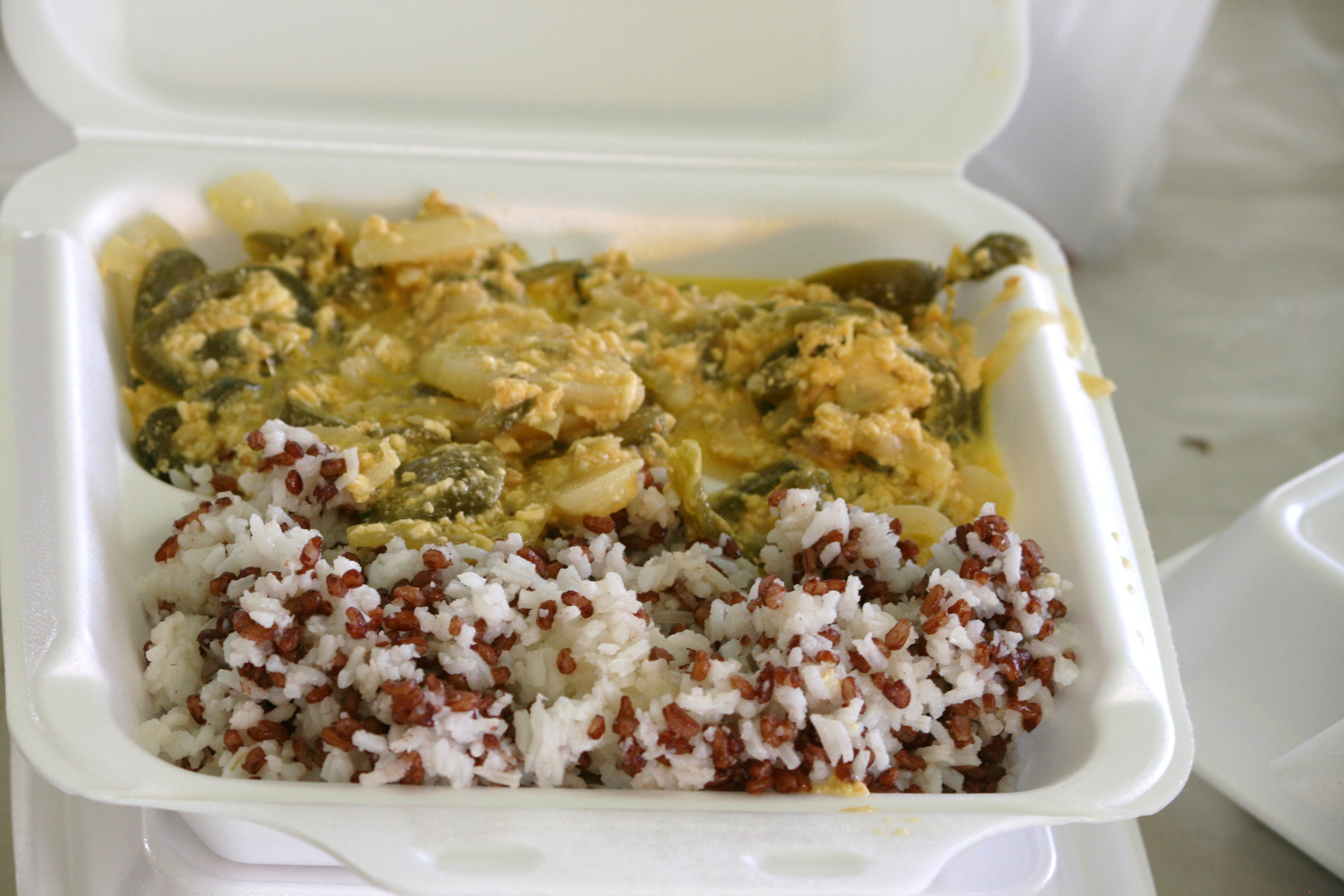
Emadatse, piatto tradizionale bhutanese

La cucina bhutanese comprende le abitudini culinarie del Bhutan. Essa è caratterizzata da piatti piuttosto semplici.

## Caratteristiche generali
La cucina bhutanese risulta essere poco variegata e si serve dei prodotti coltivati sull'Himalaya, come cipolle, pomodori, patate, grano saraceno e orzo. Le spezie maggiormente utilizzate sono cardamomo, zenzero, peperoncino, curcuma, aglio e cumino, mentre il tshoem è la variante locale del curry.
Il riso rosso è un alimento fondante delle colline centrali del Bhutan. Esso viene consumato con curry di carne e di verdure. Il piatto nazionale bhutanese per antonomasia è l'emadatse, un piatto a base di riso, formaggio fuso e peperoncini. Vi sono inoltre altri piatti speziati, come l'agnello con spinaci, i noodle di riso con maiale e il pollo condito con burro aromatizzato all'aglio. Tipici del distretto di Bumthang sono i kule, dei pancake di grano saraceno, mentre Trashigang è nota per le sue coltivazioni di granoturco. Tra le popolazioni nomadi sono ampiamente consumati grano e orzo tostato, nonché carne di yak e di montone e prodotti caseari. Tra i piatti della cucina tibetana troviamo i momo, dei ravioli di carne al vapore simili ai jiaozi cinesi, i tradizionali noodle denominati thenthuk e la thukpa, una zuppa di noodle. Nel sud del paese è dominante la cucina nepalese, in particolare il dal baht, a base di riso con lenticchie, e l'alu takari, delle patate condite con il curry, così come il sel roti un pane dolce fritto di farina di riso, servito nelle festività. Le carni principalmente usate nel paese sono il maiale e il vitello, a differenza del montone che è poco comune. Il pesce è poco diffuso, in quanto viene importato dal Bengala Occidentale.
Uno snack molto popolare in Bhutan è il chugo, a base di formaggio di yak essiccato. I dolci non sono molto diffusi, a differenza della frutta, in particolare pesche e pere. La bevanda nazionale è l'ara, ottenuta dalla fermentazione di riso servita con uova strapazzate e burro. La suja è invece una bevanda a base di tè caldo mescolato con burro di yak.